# Бёрнс, Пит
Пи́тер Джоззеппи Бёрнс (англ. Peter Jozzeppi Burns, 5 августа 1959, Порт-Санлайт, графство Мерсисайд, Великобритания — 23 октября 2016, Лондон, Великобритания) — британский певец и композитор, наиболее известный как вокалист группы Dead or Alive, ставшей популярной в 1985 году с выходом сингла You Spin Me Round (Like a Record) и одноимённого клипа.

## Ранние годы
Мать Пита Бёрнса, Эвелина Мария Беттина Квиттнер фон Худец (Evelina Maria Bettina Quittner von Hudec) (1913—1987), родилась в немецком городе Хайдельберге. Её отец был евреем, и чтобы избежать проявлений нацистской расовой политики, ей пришлось переехать в Австрию, в Вену. Там она познакомилась с английским солдатом из Ливерпуля Фрэнсисом Бёрнсом (Francis Burns), который был на десять лет моложе её. В 1948 году родился их первый сын Тони, а в 1959 году, в возрасте 46 лет, Эвелина Бёрнс родила Пита.
Родители баловали ребёнка, что сказалось на его поведении, но при этом никак не реагировали на его страсть к самовыражению; это привело к тому, что в возрасте 14 лет его выгнали из школы.

## Карьера
Изначально он привлекал к себе внимание публики лишь своим эпатажным внешним видом, но затем вышел сингл You Spin Me Round (Like a Record), который получил статус золотого, будучи проданным в количестве более чем 500 000 копий и занял высокие места в чартах по всему миру (#1 UK Singles Chart).

### Mystery Girls
На старте своей карьеры Пит Бёрнс работал в музыкальном магазине Probe Records в Ливерпуле, который известен тем, что в то время был местом встречи для подающих надежды молодых музыкантов. Дебютировал в составе группы Mystery Girls, участниками которой также были Пит Уайли и Джулиан Коуп; группа дала только одно выступление. Коуп говорил, что исполнительский стиль Бернса опирался на стиль трансгендерного панка Уэйн Каунти.

### Nightmares in Wax
В 1979 году после распада Mystery Girls Бёрнс стал участником группы Nightmares in Wax. Этот коллектив выпустил 12" сингл Black Leather и 7" сингл Birth of a Nation, но не создал ни одного альбома. В 1980 году, после замены нескольких участников, группа была переименована в Dead or Alive.

## Личная жизнь
8 августа 1980 года Бёрнс женился на Линн Корлетт, с которой познакомился в парикмахерской, где они вместе работали. Они развелись в 2006 году. В 2007 году он вступил в гражданское партнёрство со своим бойфрендом Майклом Симпсоном. В интервью с Говардом Стерном Бёрнс отметил, что у его мужа есть дочь. У Бёрнса и Симпсона также был кот, нередко появлявшийся с Бёрнсом на телевидении.
Касательно своей сексуальной ориентации он сказал следующее: «Люди постоянно хотят знать — гей я, би, транс или кто? Я же говорю забыть об этом. Должна быть какая-то другая терминология, и не знаю, изобрели её или нет. Я просто Пит». Также он отметил, что всегда идентифицировал себя как мужчину: «Меня шокирует то, что кто-то мог подумать, будто я женщина. Не поймите меня неправильно — я люблю женщин, я люблю мужчин; и очень горжусь тем, что я мужчина».

### Образ и здоровье
Бёрнс был известен постоянно меняющимся, часто андрогинным образом, что являлось результатом пластической хирургии. Он многократно увеличивал губы при помощи полиакриламидных инъекций, имел щечные имплантаты, несколько ринопластик и множество татуировок.
В 2006 году он рассказал, что потратил большую часть своих сбережений на восстановительную хирургию губ после того, как косметическая процедура пошла не по плану. В январе 2007 года объявил о намерении судиться со своим хирургом Маурицио Виелом, осуществившим неудачную операцию, с намерением получить 1 миллион фунтов. В числе проблем со здоровьем, с которыми столкнулся Бёрнс после операции, были названы эмболия лёгких и образование тромбов.
Летом 2016 года была проведена серия хирургических вмешательств, в ходе которых ему удалили почти все зубы и устранили последствия сделанных ранее неудачных инъекций филлеров. Процесс лечения сопровождался постоянными съёмками и был подробно освещён в одной из программ серии «Ошибки хирургов», транслировавшейся на американском телевидении. Лечение не было доведено до конца из-за внезапной кончины музыканта.

## Смерть
23 октября 2016 года Пит Бёрнс скончался по причине остановки сердца.
Среди людей, которые воздавали ему должное после его смерти, был Бой Джордж, который описал Бёрнса как «одного из наших великих истинных чудаков», и бывший депутат Джордж Галлоуэй, который появлялся с ним в Celebrity Big Brother сказал, что Бёрнс был «помесью Оскара Уайльда и Дороти Паркер... вы не можете быть более выдающимися, чем он».

## Дискография

### Синглы
| Год  | Сингл                 | Место в чартах |
| Год  | Сингл                 | Великобритания |
| ---- | --------------------- | -------------- |
| 2004 | «Jack and Jill Party» | 75             |
| 2010 | «Never Marry an Icon» | —              |